# نهر هرزدان
هرزدان (باللغة الأرمينية:Հրազդան)، بالإنجليزية نهر هرزدان، هو من الأنهار الرئيسية وثاني أكبر نهر في أرمينيا، ينبع من أقصى شمال غرب بحيرة سيفان ويتدفق عبر محافظة كوتايكوعاصمة أرمينيا، يريفان، والبحيرة تتغذى من عدة جداول أخرى أيضًا. يتحد النهر مع نهر آراس في سهل أرارات على طول الحدود مع تركيا. تم إنشاء مجموعة من المصانع الكهرومائية في هذا النهر. تستخدم مياه هذا النهر لريّ المحاصيل الزراعية.

## أسماء النهر الأخرى
سميَ النهر أيضًا بإلدروني باللغة أورارتونية ، وسمي بعدها بزانغو
، زانغا، زانغي ، وزينغي  باللغة الأتراكية.

## جغرافيا
تشكل بحيرات سيفان -وهي أكبر البحيرات في وسط أرمينيا- بالإضافة إلى 30 نهرًا تساهم في تخزين مياهها "منطقة إدارة سيفان - هرازدان". وتعد هذه المنطقة أحد الأحواض الفرعية التابعة لحوضي كورا وأراكس، وينبع نهر هرازدان من بحيرة سيفان.

## تلوث النهر
مياه النهر ملوثة بسبب تدفق النفايات السائلة فيه، والناتجة عن التنمية الزراعية، التجارية، الصناعية والسكنية، خاصةً بسبب مياه الصرف غير المعالجة من يريفان.